# Мешко Болеславич
Мешко Болеславич  (пол. Mieszko Bolesławowic; 1069—1089) — польский принц из династии Пястов, предположительно с 1086 по 1089 год — князь Краковский.
Мешко, вероятно, родился в Кракове, в 1069 году. Был единственным сыном короля Польши Болеслава II Смелого и его жены Вышеславы. В 1079 году Болеслав II был свергнут с трона и он был вынужден бежать со своей семьёй в Венгрию. После смерти отца в 1081 году Мешко стал воспитываться Владиславом, королём Венгрии, который любил его и обращался с ним как с сыном.
По версии летописца Галла Анонима, в 1086 году Мешко возвратился в Польшу по призванию своего дяди Владислава I и в 1088 году женился на Евдокии (Евпраксии), дочери Изяслава Ярославича. В 1089 году, во время застолья, Мешко был отравлен. По одной из версий, за его смертью стоял палатин Сецех.